# Rianxo (kommun)
Rianxo är en kommun i Spanien. Den ligger i provinsen A Coruña i den autonoma regionen Galicien i nordvästra delen av landet, 500 km väster om huvudstaden Madrid. Antalet invånare är 10 748 (2024). Arean är 58,79 kvadratkilometer.